# Brachylinga ornatifrons
Brachylinga ornatifrons är en tvåvingeart som först beskrevs av Krober 1911.  Brachylinga ornatifrons ingår i släktet Brachylinga och familjen stilettflugor.
Artens utbredningsområde är Peru. Inga underarter finns listade.